# Chiesa di Sant'Andrea (Rio di Pusteria)
La chiesa di Sant'Andrea (in tedesco Pfarrkirche zum Hl. Andreas in Vals)  è una chiesa di Rio di Pusteria, ubicata nella frazione di Valles: è sede parrocchiale; oltre a sant'Andrea, è dedicata anche a san Giovanni Battista.

## Storia
La chiesa venne edificata nel 1341 ed ampliata e restaurata nel 1483 secondo lo stile gotico in voga nel periodo: venne eretto il campanile e la solenne consacrazione avvenne nell'anno 1487. La comunità parrocchiale era curata dalla parrocchia di Rodengo e dal 7 novembre 1528 si decise di tenere a Valles una messa ogni due domeniche, in alternanza con la vicina Maranza: divenne parrocchia nel 1678. 

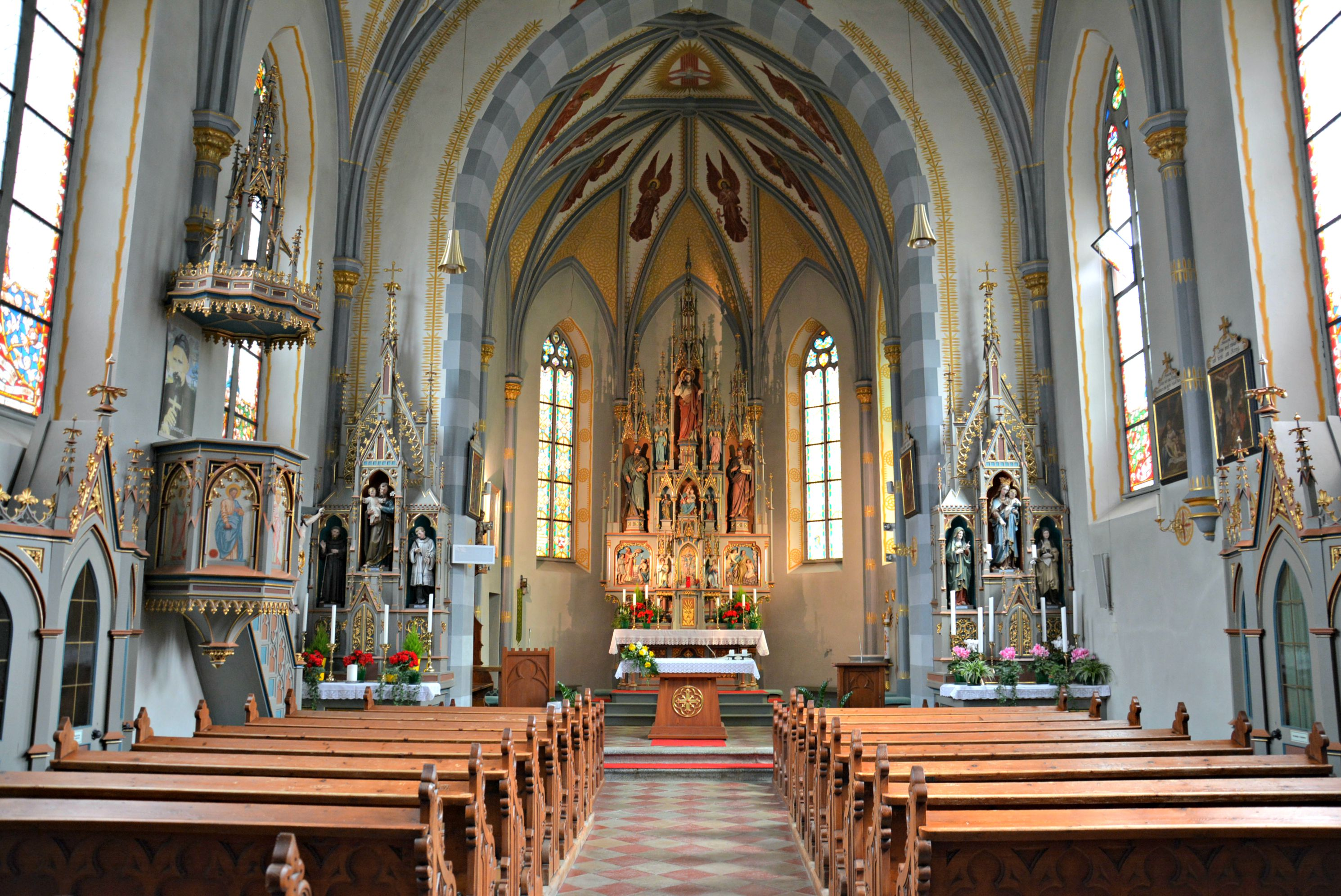
L'interno

La direzione della chiesa fu assunta nel 1888 da Konrad von Hobe, il quale, nell'anno successivo abbatté la vecchia costruzione, divenuta ormai pericolante, per iniziarne una nuova: fu lo stesso parroco, con i soldi della sua eredità, a finanziare i lavori, affidati a Joseph Huber, mentre gli abitanti del posto, molto poveri, pagarono solamente le finestre. La nuova chiesa venne terminata e consacrata nel 1893, anno in cui si completano il pulpito e gli altari, mentre le decorazioni interne, opera di Matthias Peskoller, durarono qualche anno in più.
Agli inizi del anni '30 del XX secolo l'intera struttura fu sottoposta a lavori di ristrutturazione: vennero rifatte le decorazioni interne, ad opera di Johann Peskoller, che per ordine della Sovrintendenza delle Belle Arti dovette ricoprire gli affreschi degli angeli, eseguiti precedentemente da suo padre nell'abside, con uno strato di colore celeste abbellito con stelle. Altri restauri si ebbero nel biennio 1991-1992: Herbert e Hans Peskoller, figli di Johann, riportarono alla luce gli affreschi nella zona absidale che il nonno aveva precedentemente dipinto.

## Descrizione
La chiesa esternamente presenta una facciata, come tutto il resto della struttura, in stile neogotico: dal portale d'ingresso, si innalzano decorazioni in stucco che vanno a formare una sorta di arco che termina con una finestra tonda, elemento che si ritrova anche poco più in alto; alle due estremità della facciata sono posti due contrafforti. 

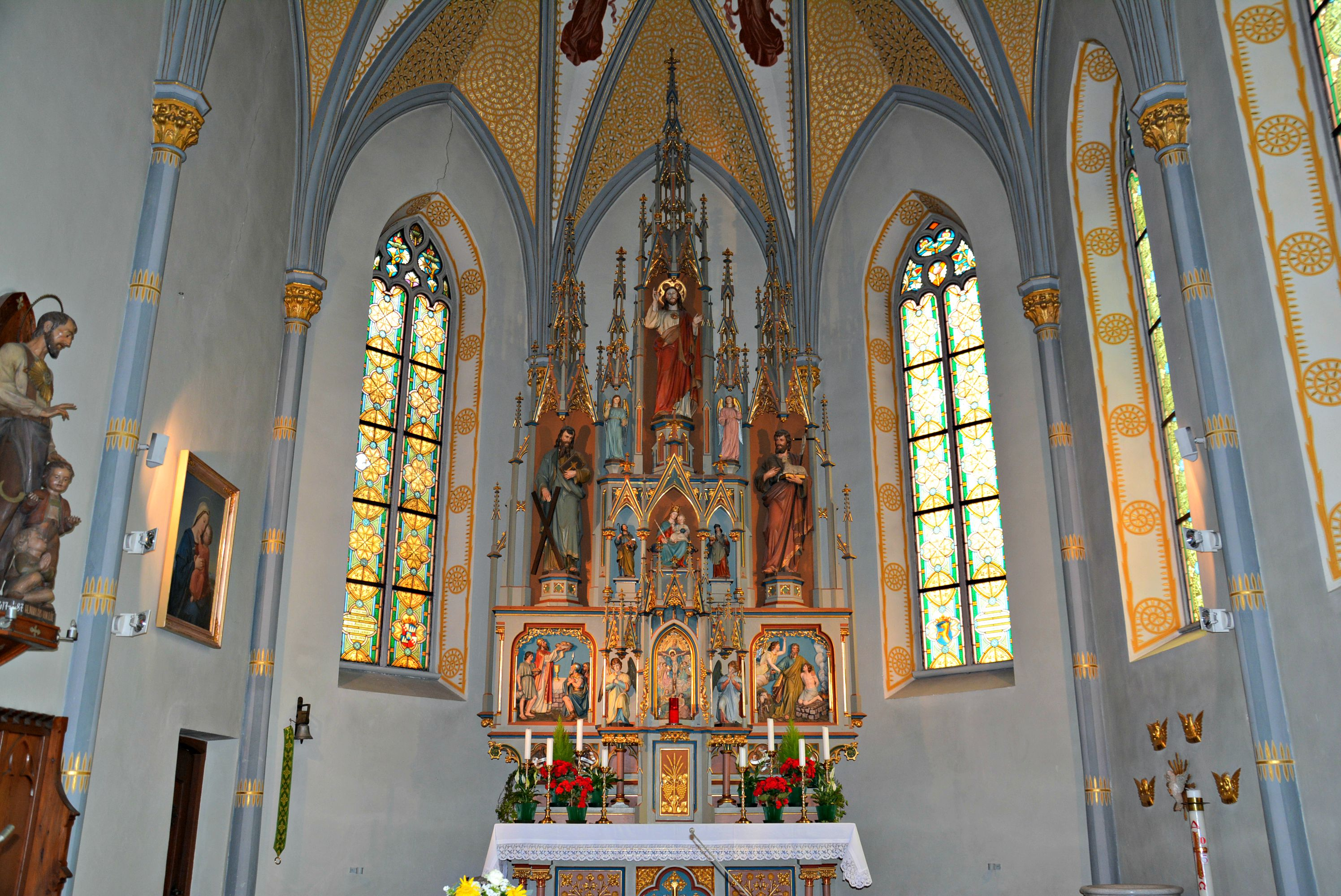
Il polittico dell'altare maggiore

Internamente è a navata unica e con volta a crociera, coperta da un tetto a spioventi: appena superato l'ingresso, per tutta la sua larghezza, è sormontata dalla cantoria con organo. Lungo le pareti laterali non si apre alcuna cappella: sul lato sinistro è posto l'accesso alla sagrestia e un pulpito in legno dipinto del 1893, mentre su quello sinistro si trovano un'uscita secondaria ed due lapidi tombali; due confessionali in legno sono posti su entrambi i lati. L'arco trionfale, affrescato alla sommità con un Redentore, opera di Johann Peskoller, divide la navata dall'altare maggiore: alla base dei pilastri dell'arco sono collocati due trittici in legno, uno con al centro la statua raffigurante san Giuseppe, l'altro quella di Maria, entrambi contornati da due statue di santi. L'altare maggiore si trova nell'abside poligonale con volta a reticolo: sul fondo è posto un polittico in legno, decorato con numerose statue tra cui quella del Sacro Cuore di Gesù, la principale, Maria, santi e angeli, mentre le decorazioni pittoriche, raffiguranti angeli, sono di Matthias Pekoller, del 1904. La chiesa è illuminata da finestre monofore ad arco acuto con vetri policromi.
Esternamente si trova una cappella con all'interno la riproduzione della grotta di Massabielle con statua della Vergine di Lourdes, il piccolo cimitero della frazione e il campanile, in stile gotico e realizzato con pietra da taglio, unico elemento superstite della vecchia chiesa, risalente al XV secolo.